# Fabien Causeur
Fabien Causeur, né le 16 juin 1987 à Brest dans le Finistère, est un joueur de basket-ball professionnel français. Il mesure 1,96 m.

## Biographie

### En club

#### Jeunesse
Fabien Causeur découvre le basket-ball alors qu'il a quatre ans. Il fait ses débuts à Plouzané avant de rejoindre Brest au Patronage Laïque de Recouvrance (aujourd'hui appelé Brest Basket 29). Il effectue ses premières années au sein des structures régionales de détection des jeunes talents. Il apprend notamment beaucoup en côtoyant Simon Butet, un arrière shooteur espoir Breton dont la carrière n'a pas percé, lors des stages de sélections jeunes.

#### STB Le Havre (2004-2009)
Il rejoint ensuite le centre de formation du Havre (Pro A) en 2004 et y commence sa carrière professionnelle en 2005.

#### Cholet Basket (2009-2012)
Il rejoint Cholet Basket en 2009 avec lequel il remporte le titre de Champion de France 2010 et joue l'Euroligue la saison suivante. En 2010-2011, Causeur est souvent blessé mais se rétablit à temps pour les play-offs du championnat, menant Cholet jusqu'en finale. Pour la saison 2011-2012, et à la suite du départ de Sammy Mejia, il devient le leader offensif de l'équipe des Mauges. Il obtient le titre de MVP français de Pro A la même année.

#### Caja Laboral Baskonia (2012-2016)
À l'été 2012, il signe pour quatre ans au Caja Laboral Baskonia, où il rejoint le Français Thomas Heurtel.
Lors de la saison 2014-2015, Causeur est nommé meilleur joueur de la Liga lors de la 9e journée, ex æquo avec Álex Abrines et de la 28e journée,.

#### Brose Bamberg (2016-2017)
Le 2 août 2016, il signe avec l'équipe allemande du Brose Bamberg.

#### Real Madrid (2017-2024)
À l'été 2017, il rejoint le Real Madrid pour deux saisons. Le 20 mai 2018, il remporte l'Euroligue avec le Real Madrid puis le championnat d'Espagne la même année. En juillet 2019, son contrat est prolongé de trois saisons.
En 2022, le Real Madrid envisage tout d'abord de ne pas renouveler son contrat avant de changer d'avis à la suite de la fin de saison réussie du Français et une prolongation de deux saisons est actée en juillet.
Le 21 mai 2023, il remporte son second titre d'Euroligue avec le Real Madrid contre l'Olympiakos.

#### Olimpia Milan (2024-2025)
En juillet 2024, Causeur annonce son départ du Real Madrid après sept ans passés au club. Il signe le lendemain avec l'Olimpia Milan, club italien évoluant en Euroligue.

### En équipe nationale
Fabien Causeur a fait partie de l'équipe de France Espoir en 2007.
Il est sélectionné en équipe de France en 2010 au championnat du monde (13 sélections), en 2011 (non retenu dans le groupe final) et en 2012 il participe aux Jeux Olympiques de Londres. En 2013, il déclare forfait avant même la préparation pour l'Euro (blessure au pied).
Le 16 mai 2014, il fait partie de la liste des vingt-quatre joueurs pré-sélectionnés pour la participation à la Coupe du monde 2014 en Espagne. Mais, il ne fait pas partie de la liste des dix-sept joueurs annoncés le 13 juin.
Le 2 mai 2015, il fait partie des 24 joueurs pré-sélectionnés pour participer à l'EuroBasket 2015. Le 25 juin 2015, il fait partie de la liste des 16 joueurs qui peuvent encore participer à la compétition. Mais, le 30 juillet 2015, alors que la préparation a commencé, il doit quitter le groupe à cause d'une infection à l'œil gauche l'empêchant de poursuivre les entraînements.

### Blessures au cours de la carrière
Au cours de sa carrière, Fabien Causeur a souffert de plusieurs blessures dont une majeure lors de la saison 2010-2011. Cette année-là, se jugeant rétabli d'une blessure au pied, il prend le risque de jouer contre la Chorale de Roanne lors de la septième journée. Cependant, la douleur va refaire son apparition et le joueur va devoir se rétablir d'une aponévrosite plantaire qui lui fait rater une bonne partie de la saison régulière. Il revient lors de la vingt-huitième journée et monte en régime au fur et à mesure des play-offs. Il marque notamment 16 points lors de la défaite de son équipe en finale du championnat contre le Stade Lorrain Université Club Nancy Basket sur le parquet de Bercy, le 11 juin 2011.

## Clubs successifs
- 2004-2009 :  Saint Thomas Basket Le Havre (espoir puis Pro A)
- 2009-2012 :  Cholet Basket (Pro A)
- 2012-2016 :  Laboral Kutxa Vitoria / Saski Baskonia (Liga ACB)
- 2016-2017 :  Brose Bamberg (Basketball-Bundesliga)
- 2017-2024 :  Real Madrid (Liga ACB)
- 2024-2025 :  Olimpia Milan (lega)

## Palmarès

### Club
- Avec le STB Le Havre :
  - Champion de France Espoir 2007

- Avec Cholet Basket :
  - Champion de France de Pro A 2010
  - Finaliste de Pro A 2011

- Avec Brose Bamberg :
  - Vainqueur de la coupe d'Allemagne 2017
  - Champion d'Allemagne 2017

- Avec le Real Madrid :
  - Vainqueur de l'Euroligue en 2018 et 2023
  - Vainqueur de la SuperCoupe d'Espagne en 2018, 2019, 2020, 2021, 2022, 2023
  - Vainqueur de la coupe du Roi en 2020 et 2024
  - Champion d'Espagne en 2018, 2019, 2022 et 2024
- Avec l'Olimpia Milan :
  - Vainqueur de la SuperCoupe d'Italie 2024

### Sélection nationale
- Participe à la campagne 2010 de l'équipe de France comptant pour les championnats du monde organisés en Turquie.
- Participe aux Jeux Olympiques de Londres en 2012.

### Distinctions personnelles
- Sélectionné au All-Star Game en décembre 2009.
- MVP français de Pro A 2011-2012[19].
- MVP de la 6e journée d'EuroCoupe 2011-2012.
- MVP de la finale du championnat d'Allemagne 2017 avec Brose Baskets